# Stadtbefestigung Rinteln

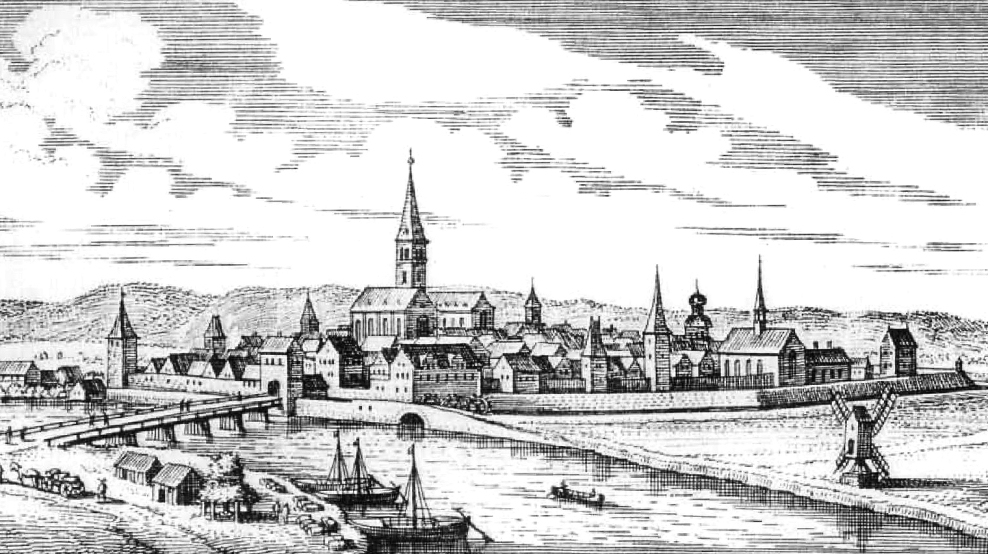
Rinteln an der Weser mit der Stadtbefestigung im mittelalterlichen Zustand auf einem Merian-Stich um 1650

Die Stadtbefestigung Rinteln war ein System von Verteidigungsanlagen der Stadt Rinteln, das sie etwa vom 13. Jahrhundert bis Anfang des 19. Jahrhunderts vor Angriffen schützte. Dazu gehörten die mittelalterliche Stadtmauer mit Mauertürmen und Stadttoren sowie vorgelagertem Wall und Wassergraben. Im 17. Jahrhundert ließ Landgräfin Hedwig Sophie von Hessen-Kassel Rinteln zu einer Bastionärsbefestigung nach niederländischem Vorbild ausbauen und versah sie mit einer Garnison. In den napoleonischen Kriegen wurde die Festung 1806 kampflos von holländischen Truppen eingenommen und auf Napoleons Befehl unverzüglich geschleift. Hauptsächliche Überbleibsel der Stadtbefestigung sind Stadtmauerreste, Wallanlagen und Wasserflächen. 

## Mittelalterliche Stadtbefestigung
Eine aus Palisaden bestehende Stadtmauer in Rinteln wurde 1257 erstmals in einer Urkunde von Graf Johann I. von Schauenburg erwähnt. Darin bestätigte er die dem Kloster Rinteln durch seinen Vater Adolf IV. gemachten Schenkungen und verliehenen Privilegien. Einer weiteren urkundlichen Nennung zufolge wurde die Stadtbefestigung im Jahr 1344 durch einen vorgelagerten Wall mit Wassergraben vervollständigt. Die urkundlich im 14. Jahrhundert erwähnte Burg in Rinteln wird im Bereich des Münchhausen- und des Parkhofs vermutet, da der dortige Grund noch im 16. Jahrhundert den Schaumburger Grafen gehörte. 
Weitere Nennungen der Stadtbefestigung stammen aus den Jahren 1474 und 1492, als die Grafen Erich und Otto III. der Stadt Rinteln ihre Privilegien bestätigten. Darin ist auch die Rede von einer Landwehr bei Möllenbeck. 1484 wird die Stadtmauer urkundlich erwähnt, als die Eulenburg als Burgmannshof des Stifts Möllenbeck eine Ausnahmestellung im Ort erhielt. Für die Verteidigung der Stadt hatte das Stift, neben einigen Adelsfamilien, Burgmannen zu stellen. 1527 erwarb die Familie von Münchhausen den Burgmannshof Ritterstraße 30 nebst zugehörigen landwirtschaftlichen Flächen außerhalb der Stadt als schaumburgisches Lehen, der ihr bis ins 20. Jahrhundert gehörte. Der Söldnerführer Hilmar von Münchhausen errichtete hier 1565 ein noch erhaltenes Archivhäuschen. Auch das Hochstift Minden unterhielt einen Sitz in der Ritterstraße 19 zur Verwaltung seiner hiesigen Ländereien (heute Burghof-Klinik). Überliefert sind halbjährige Arbeiten an der Stadtbefestigung im Jahre 1530, weil die Wehranlagen nicht mehr der Zeit entsprachen. Im 15. Jahrhundert wurde versäumt, sie an die veränderte Wehrtechnik mit dem Aufkommen der Artillerie anzupassen. 
Im Dreißigjährigen Krieg drangen Truppen von Herzog Christian von Braunschweig-Wolfenbüttel im Jahr 1623 in Rinteln durch Übersteigen der Stadtmauer ein und übernahmen die Stadt nach kurzem Gefecht mit der Bürgerwehr. Darauf folgte eine halbjährige Besetzung. Aus dem Jahre 1633 ist ein Plan der Stadtbefestigung vorhanden, der von schwedischen Truppen angefertigt worden sind. Er zeigt Rinteln als eine mit Wall und Wassergraben umwehrte Stadt, die über 10 Mauertürme an und mit dem Seetor, dem Ostertor und dem Wesertor über drei Doppeltore in der Stadtmauer verfügte. Ein Abzweig der Exter speiste als Mühlenexter ein Grabensystem, das die Stadt umfloss und in die Weser mündete. 1633 entstand auf der Rinteln gegenüberliegende Weserseite ein Brückenkopf mit einer Schanze. 1639 führte die Stadt eine Schleifung ihrer Stadtbefestigung durch, deren Umfang nicht bekannt ist. Dies erfolgte auf Beschluss des Rintelner Stadtrates, damit sich die regelmäßig einfallende Soldateska nicht mehr festsetzen konnte. 1646 kam es in Rinteln zu einer weiteren Schleifung der Befestigung durch schwedische Truppen, die sich in Minden aufhielten.

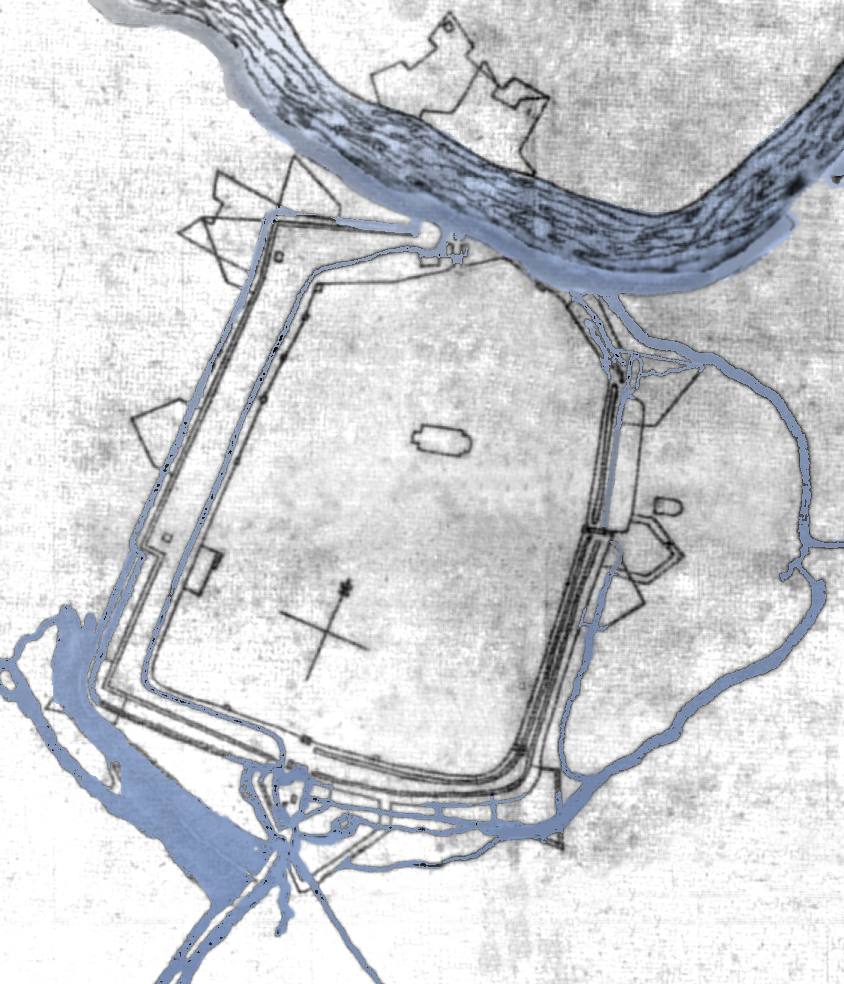
Stadtbefestigung 1633 (Wasserflächen nachkoloriert)
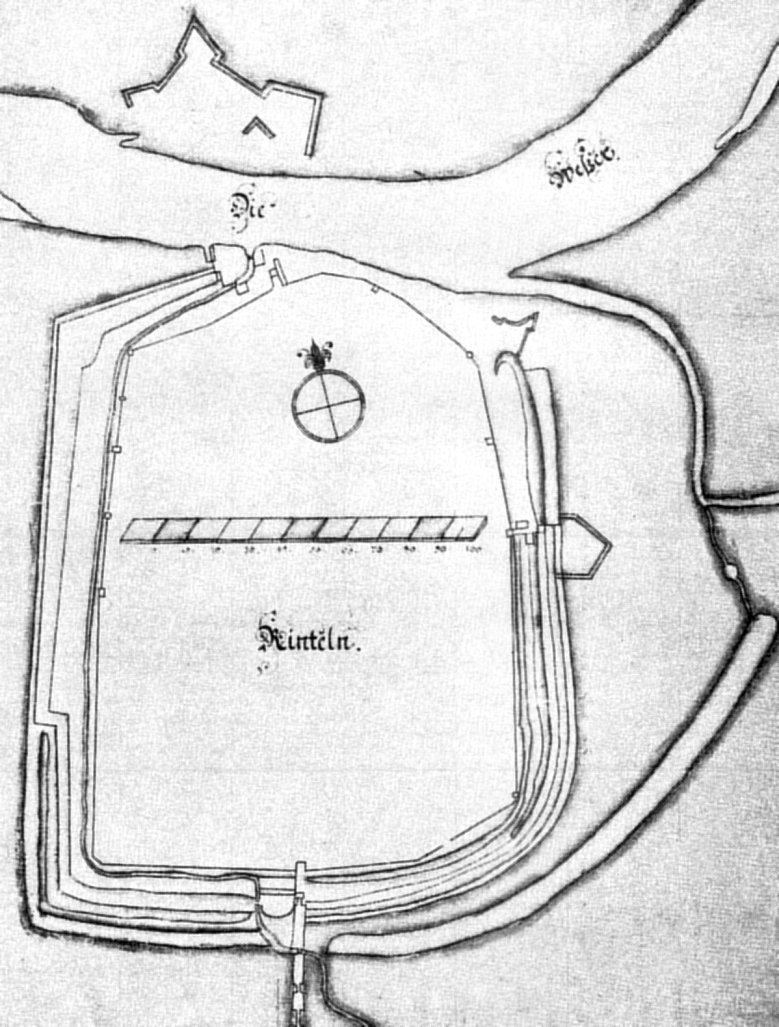
Stadtbefestigung 1648
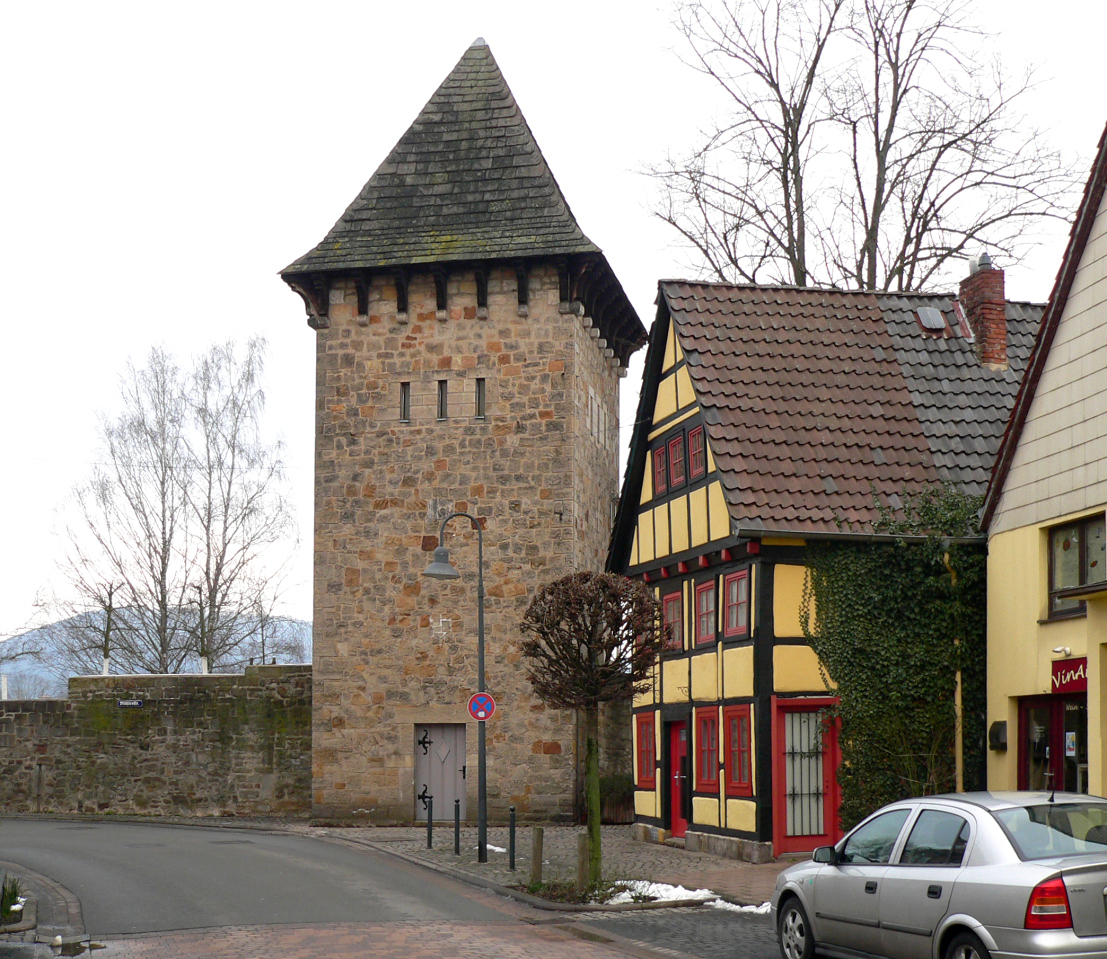
Rekonstruierter Mauerturm an der Stadtmauer
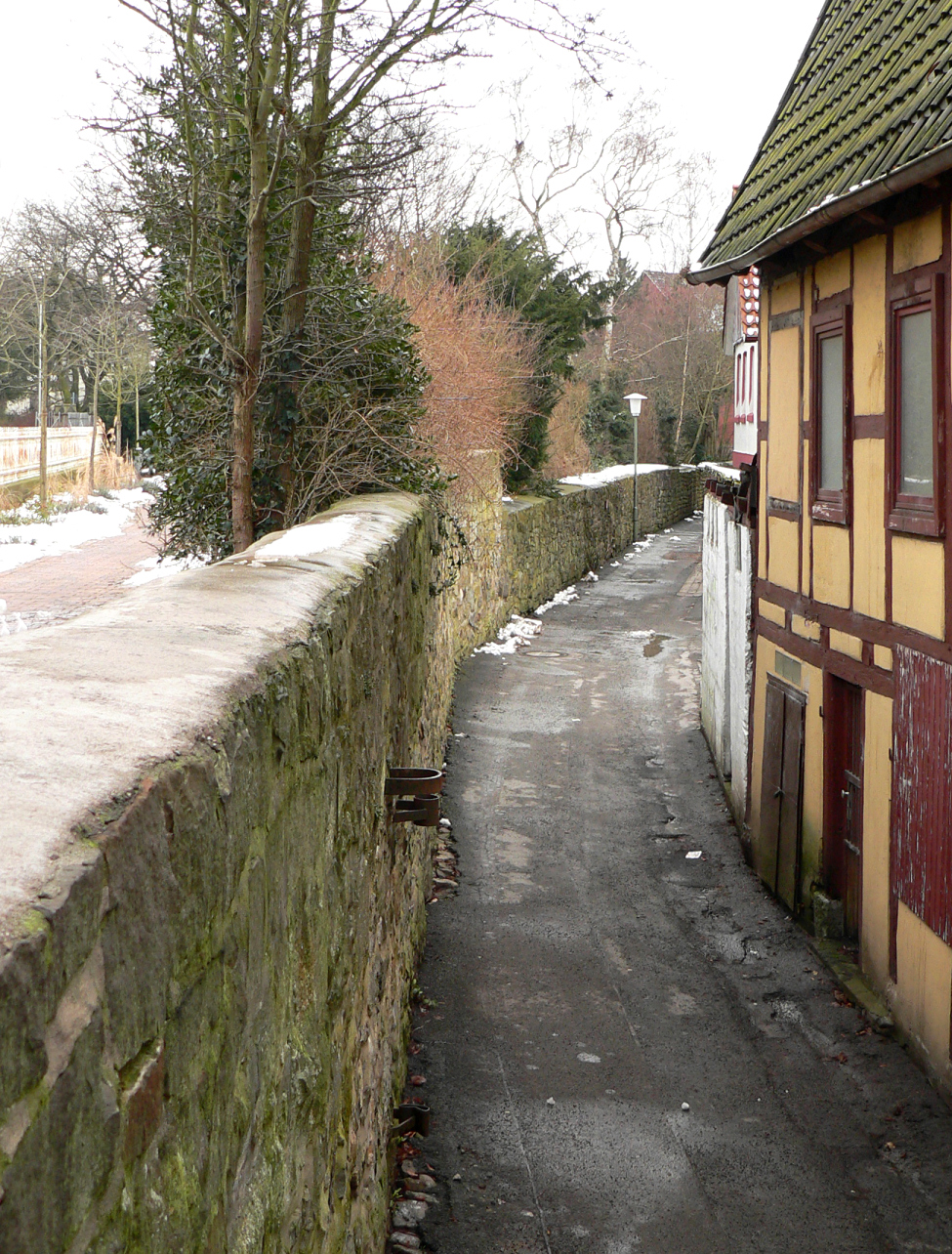
Rest der Stadtmauer an der Weser
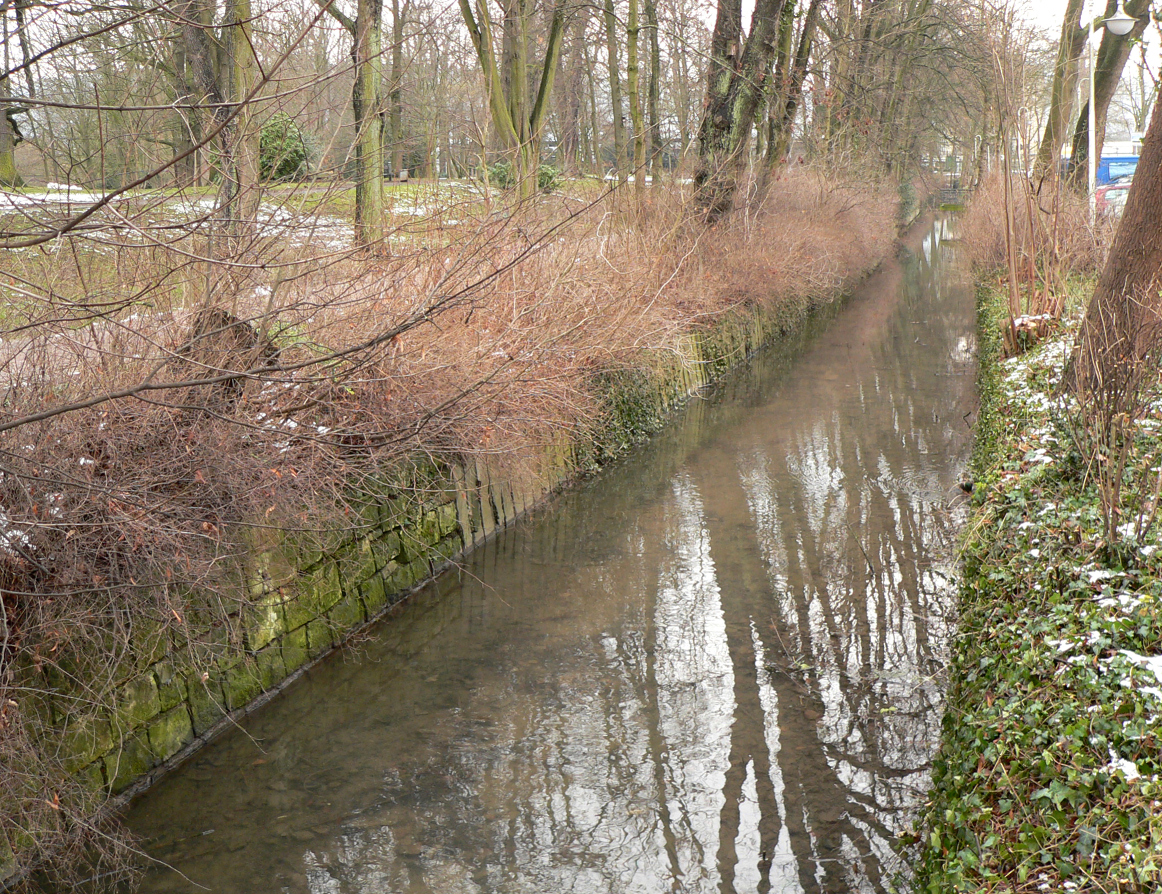
Mühlenexter als Wassergraben nahe der Stadtmauer
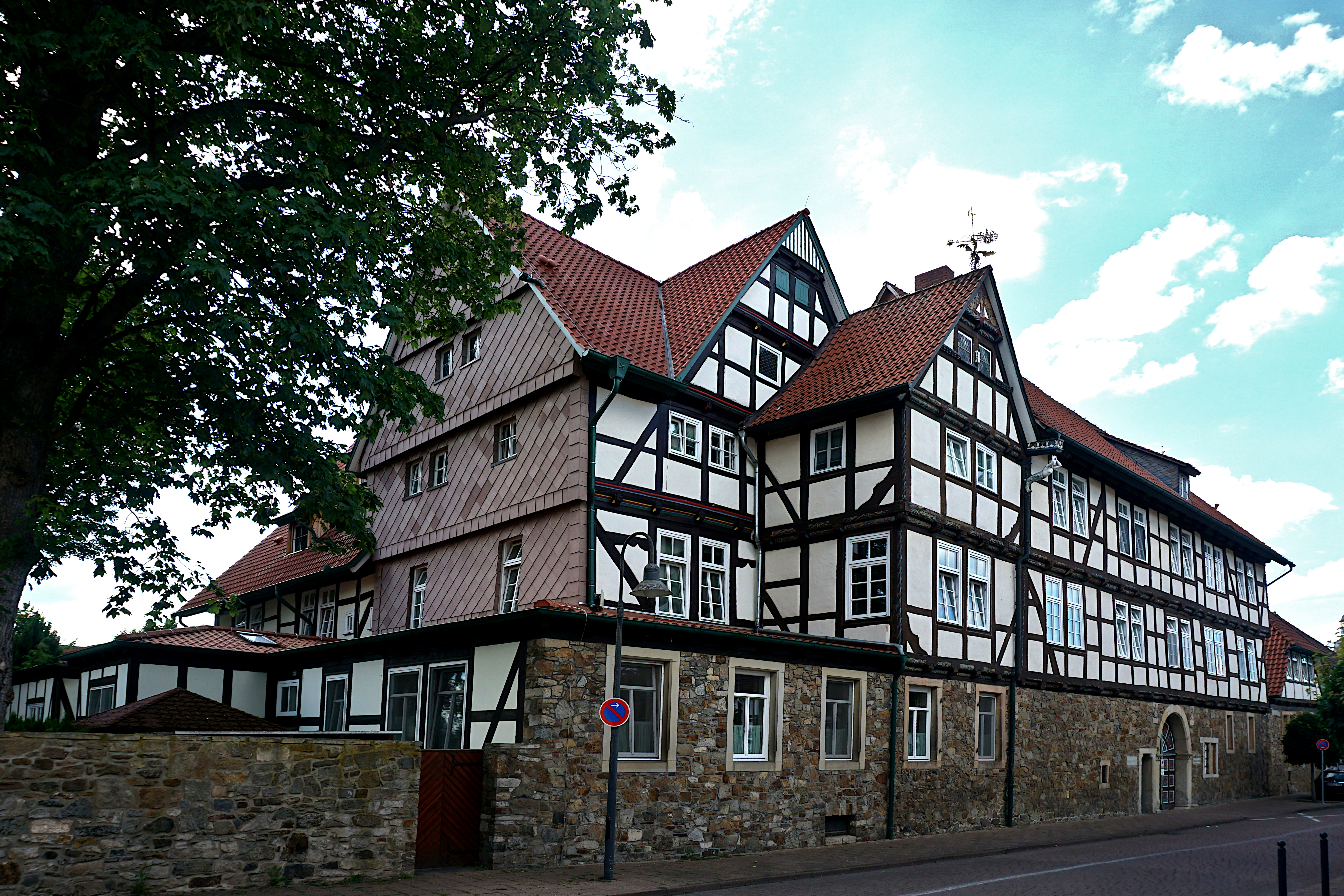
Burgmannshof des Hochstifts Minden (Ritterstraße 19)

## Neuzeitliche Festung

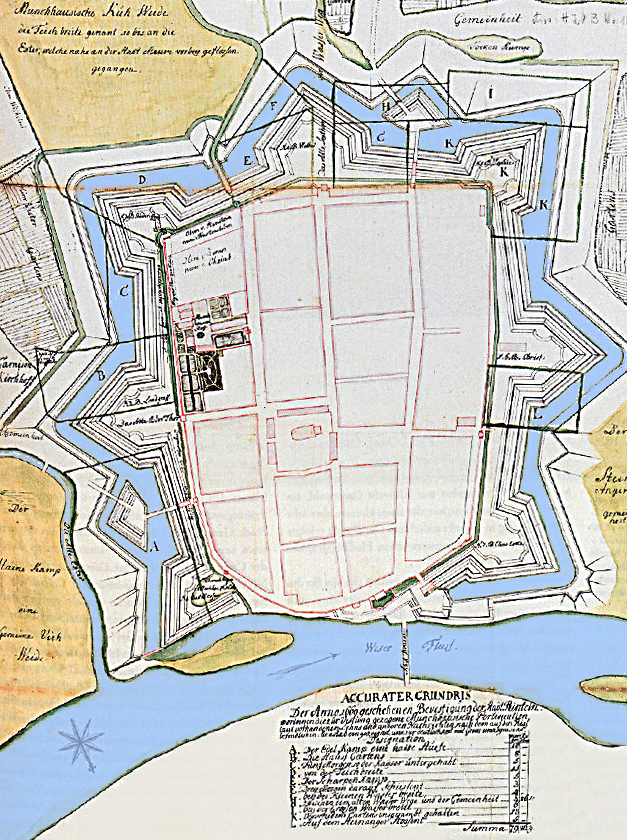
Plan der Festung Rinteln an der Weser um 1700

Rinteln gehörte seit dem Mittelalter zur Grafschaft Schaumburg. Als der Schaumburger Graf Otto V. 1640 ohne Erben verstarb, wurde die Grafschaft aufgeteilt. Dadurch kam Rinteln 1647 an die Landgrafen von Hessen-Kassel und wurde zu einer hessischen Exklave, die weit entfernt von der Residenz in Kassel lag. Um 1660 beschloss Landgraf Wilhelm VI., Rinteln zur Festung ausbauen lassen und den Ort mit einer Garnison zu versehen. Nach seinem Tod 1663 trieb seine vormundschaftlich regierende Witwe, Hedwig Sophie, die Pläne voran. Vorgesehen war eine Festung altniederländischer Art in der Manier von Menno van Coehoorn. Diese Technik bewährte sich in feuchtem sowie ebenem Gelände, war kostengünstig und benötigte nur wenig Steinmaterial. Die Arbeiten begannen im Jahre 1665, nachdem Landgräfin Hedwig Sophie den Festungsbaumeister Johannes Rotarius nach Rinteln geschickt hatte. Als Bauherrin ließ sie alle erreichbaren Arbeitskräfte in Rinteln, wie Bauern, Soldaten und Frauen, heranziehen. In der Stadt wurden 500 auswärtige Arbeiter einquartiert. Schwierigkeiten bereitete die Beschaffung von Baumaterial, insbesondere bei Palisadenhölzern, die zu Zehntausenden benötigt wurden. Gegen den Einschlag des Holzes in den Schaumburger Wäldern legten die Förster Protest ein, da sie den Kahlschlag als Raubbau ansahen. In der Folge wurde auf der Weser mit Flößen Holz aus hessischen Wäldern herangeschafft. Für steinerne Bauwerke wurde Obernkirchener Sandstein aus den Steinbrüchen des nahen Bückebergs verwendet. Aus Hessen kamen auch Schiffslieferungen mit Waffen und Ausrüstung für die Festung. Beispielsweise gehörten zu einem Transport im Jahre 1665 vier Kanonen, 400 Musketen, 12 Sturmbüchsen, 100 Feuerrohre, 100 Piken, 50 Morgensterne, 1000 Handgranaten, 100 Brandröhren sowie Handmühlen für 1000 Mann.

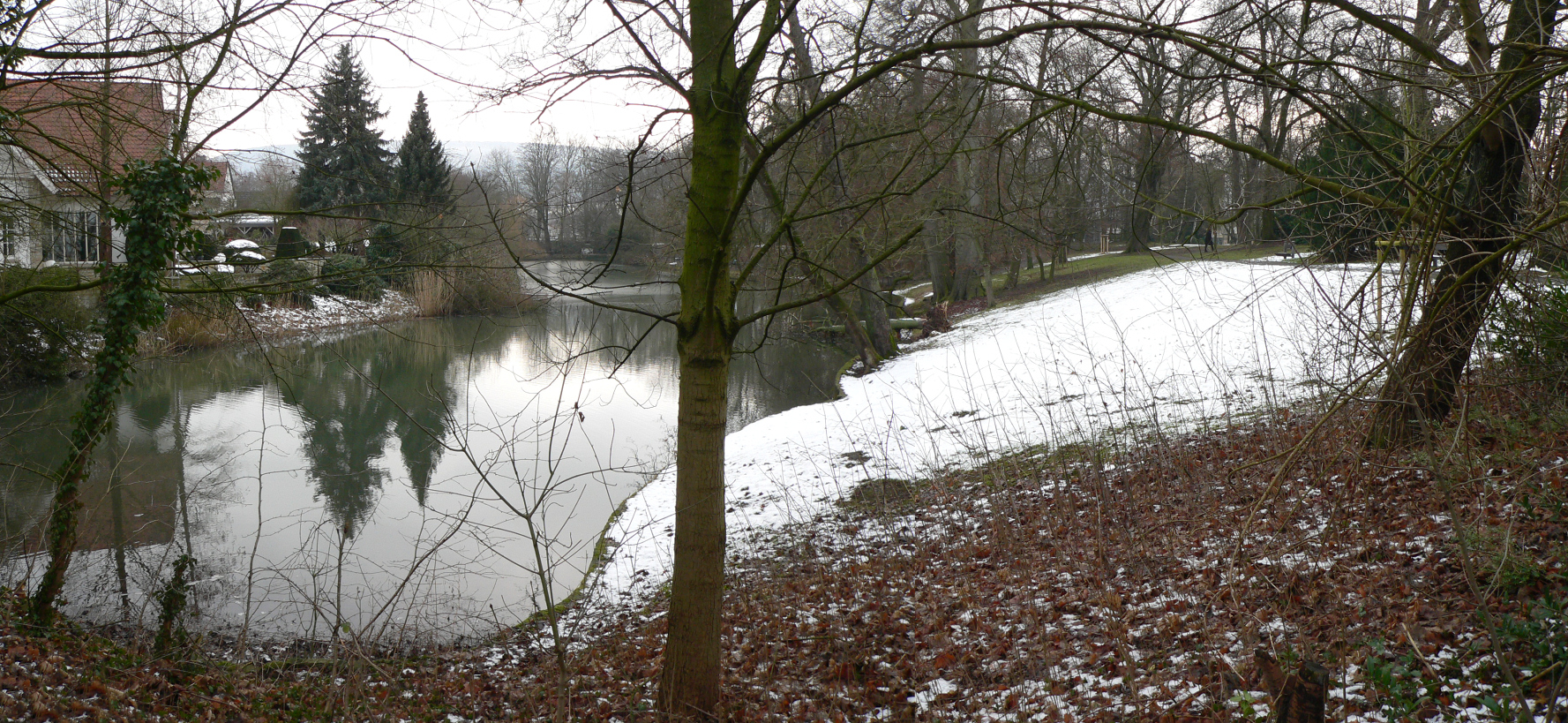
Einstiger Wassergraben mit Hauptwall der Festung

Ende 1676, nach zwölfjähriger Bauzeit, waren die Arbeiten zum größten Teil abgeschlossen. Rund 150.000 m³ Erde waren bewegt worden. 1678 wurde die Festung eingeweiht. Laut einem Zeitzeugen war eine „considerable Festung“ entstanden, die zwar noch unvollkommen, aber einsatzbereit war. Der Festungsgürtel bestand aus sieben Bastionen, zwei Redouten, zwei Ravelins, Kasematten und unterirdischen Gängen. Die Bastionen (Charlotte, Christian, Hessen, Hedwig, Landgraf, Sophie, Wilhelm) waren etwa fünf Meter hoch und mit Schießscharten versehen. Sie wurden aus Mauerwerk und Erde errichtet. Nach außen hin verfügte die Festung über eine vierfach gestaffelte Verteidigungslinie. Das äußerste Annäherungshindernis war das Glacis als eine etwa zwei Meter hohe Erdanschüttung, hinter der ein gedeckter Weg für die Infanterie verlief. Darauf folgte ein fast 30 Meter breiter und drei Meter tiefer Wassergraben. An diesen Graben grenzte ein mannshoher und etwa 10 Meter breiter Vorwall, der durch Infanteristen verteidigt werden konnte. Der sich anschließende etwa 16 Meter breite Hauptwall wies eine Höhe von fünf Meter auf und war durch eine Palisadenwand gesichert; auf dem Wall befanden sich Stellungen für 20 Geschützbatterien. Der bereits niedrig gewordenen und lückenhaften Stadtmauer kam bei der Verteidigung keine Bedeutung mehr zu. Die ständige Garnison in Rinteln bestand aus etwa 200 und zeitweise aus bis zu 400 Soldaten.

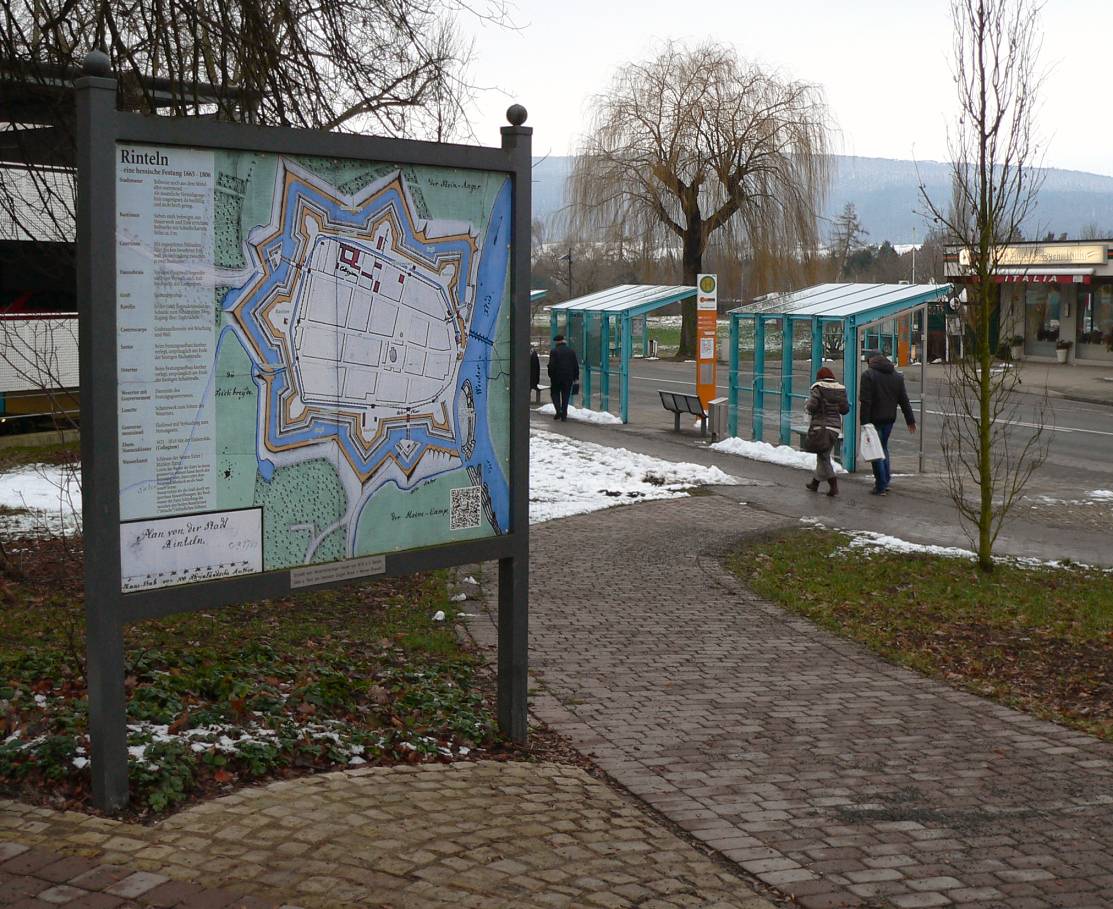
Informationstafel zur Festung Rinteln nahe der früheren Bastion Hedwig
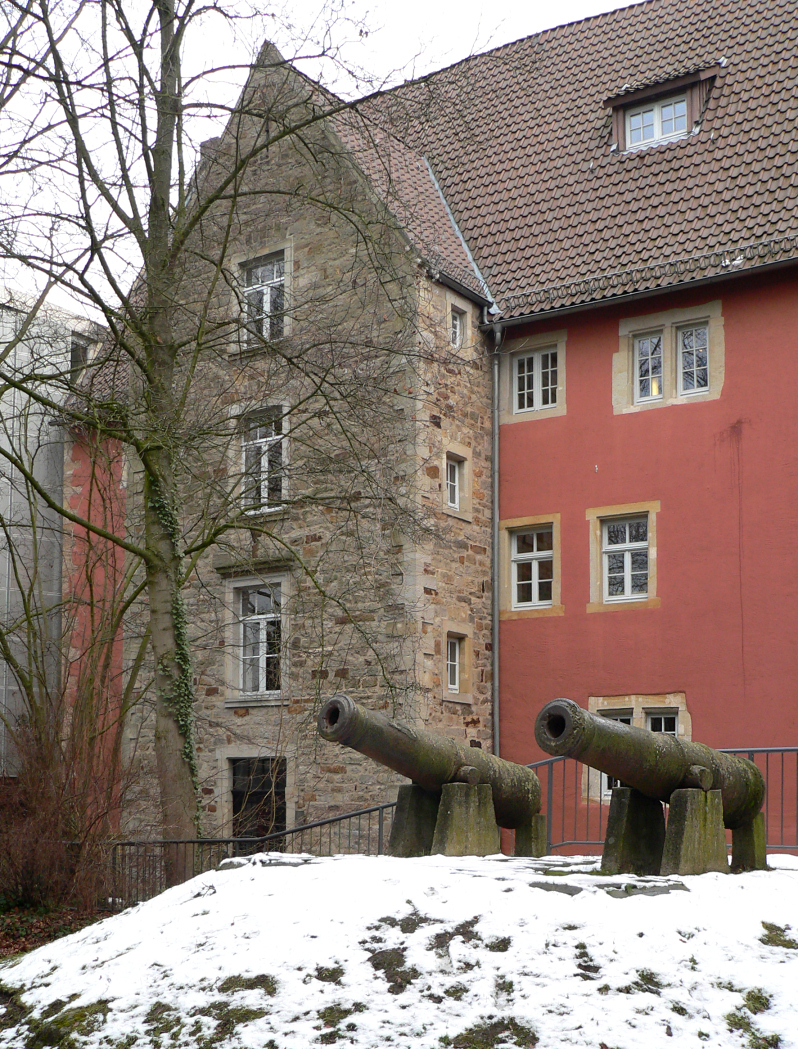
Kanonen zwischen dem Festungswall und der Eulenburg, heute Museum Rinteln
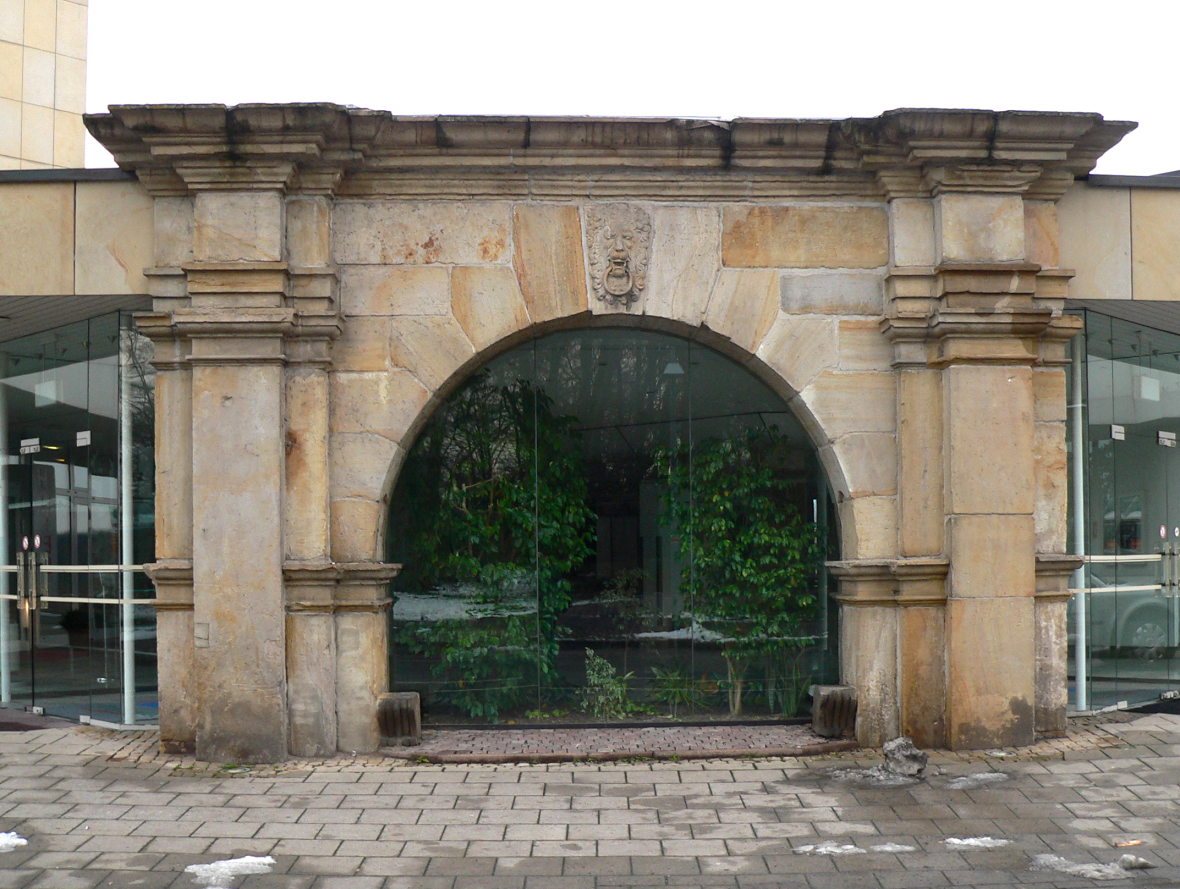
Festungstor, integriert in einen modernen Baukomplex nahe der Weser
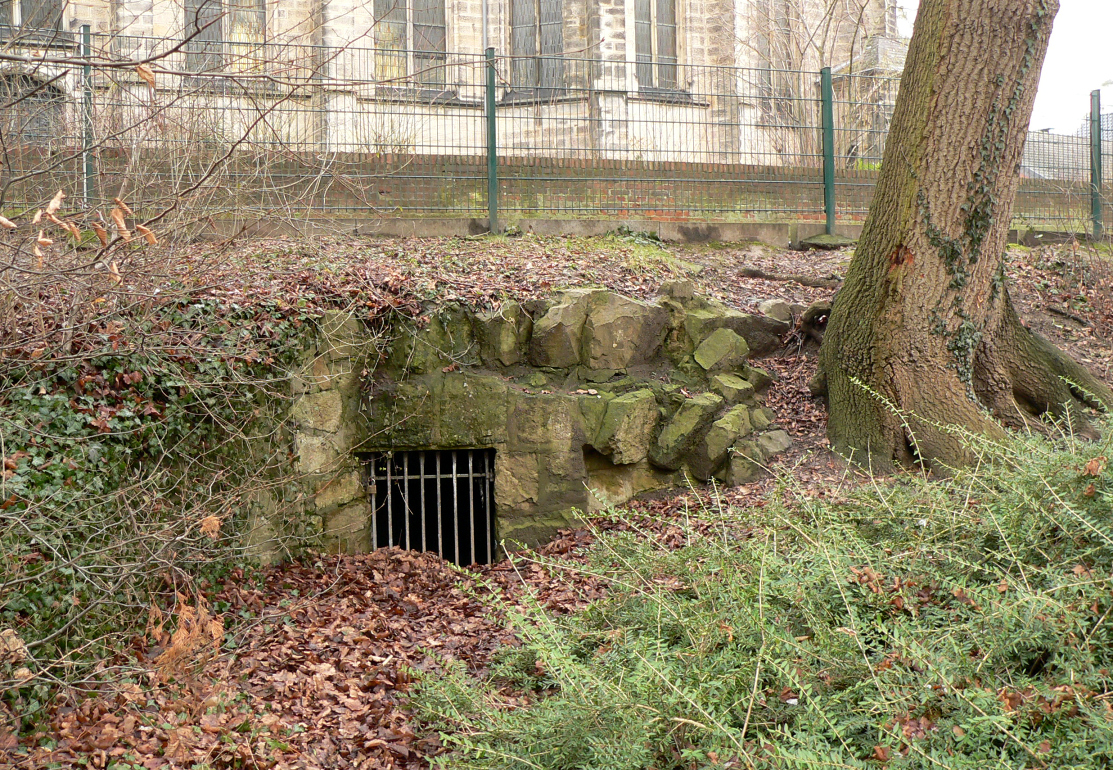
Vergitterter Kasematteneingang an der St. Sturmius-Kirche

### Unterhaltung

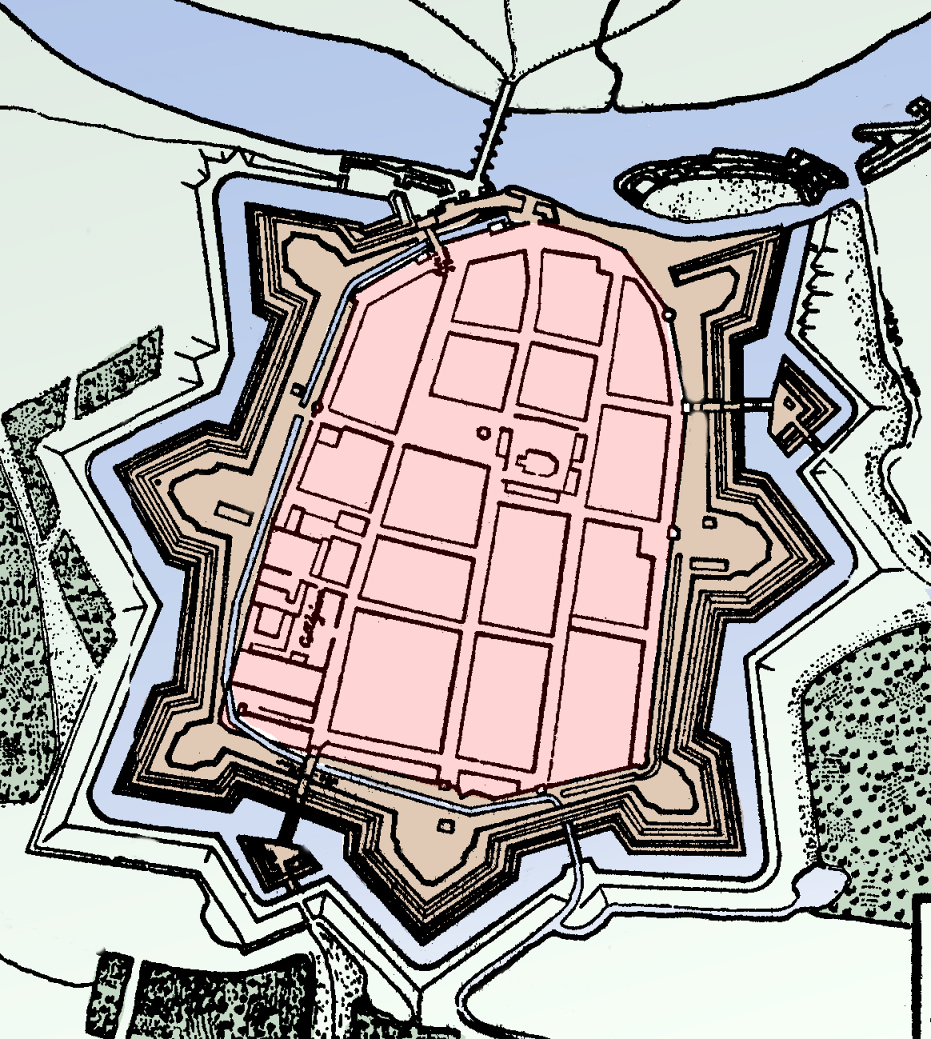
Plan der Festung Rinteln von 1780 (nachträglich koloriert)

Zwischen 1776 und 1779 erfolgte eine Erneuerung der inzwischen 100-jährigen Festungsanlagen. Unter anderem wurde die Contrescarpe auf 9600 Fuß Länge mit dem Verbau von rund 12.000 Palisaden verstärkt. Wegen der anhaltend hohen Kosten für die Unterhaltung der Festungsanlagen mit Toren, Brücken, Schleusen und 28 Militärgebäuden beschränkte der hessische Landgraf Friedrich II. ab 1782 den Festungsetat auf 600 Reichstaler pro Jahr. Größere Schäden entstanden 1784 und 1799 durch Hochwasser der Weser mit Eisgang, wobei Mauern unterspült wurden und dadurch einzustürzen drohten. 1799 wurden zur Erneuerung der Ostertorbrücke zwei Türme abgebrochen, um Kosten für das Steinmaterial einzusparen. Als sich Anfang 1806 die politische Lage zwischen Preußen und Frankreich zuspitzte, erteilte der hessische Landgraf Wilhelm I. die Weisung, die Festung Rinteln verteidigungsbereit zu machen. Dafür forderte der Stadtrat von Rinteln die enorme Summe von 36.000 Reichstalern, von der Wilhelm I. Ende Oktober 1806 3000 Taler bewilligte. Bereits am 1. November 1806 belagerten die Franzosen Wilhelms Residenzstadt Kassel. Am 8. November 1806 nahmen holländische Truppen unter General Herman Willem Daendels als Verbündete der Franzosen die Festung Rinteln kampflos ein.

### Schleifung
Nach der Einnahme der Stadt Rinteln im November 1806 begann noch im Dezember auf Weisung von Napoleons die Schleifung der Festungsanlagen. Daran waren rund 2000 Soldaten, Bürger und Bauern beteiligt. Etwa ein halbes Jahr später nach dem Abtragen der Wälle besaßen die Anlagen keine militärische Bedeutung mehr. Anschließend standen die weitläufigen Flächen für zivile Zwecke zur Verfügung. Die Stadt Rinteln erhielt 1816 das Nutzungsrecht über die Wallflächen und verpachtete sie an Bürger. Durch neu angelegte Gärten und einer Promenade entlang einer Pappelallee wandelten sich die Wälle zu einem Grüngürtel um die Altstadt. Zwischen den einstigen Bastionen Christian und Charlotte entstand 1819 ein Park im Stil eines englischen Landschaftsgartens. Bei der St. Sturmius-Kirche nahe der Weser hat sich bis heute eine Kasematte als zwei Meter hoher Raum von 15 m² Grundfläche erhalten. Von hier führte ein Verbindungsgang zum Steg der Gouvernementsinsel in der Weser. Während sich die durch Gitter verschlossene Kasematte erhalten hat, ist der Gang beim Bau der Kirche um 1888 zugeschüttet und vermauert worden.

### Geschichtliche Bedeutung
Die Festung Rinteln gehörte zu einer Reihe von neuzeitlichen Landesfestungen entlang der Weser zwischen Kassel und der Nordsee, die zwischen 1660 und 1680 in Verden sowie durch die Festungen Hameln, Nienburg, Minden, Bremen und Carlsburg entstanden waren. Der Trend beruhte auf der uneingeschränkten Wehrhoheit der Landesherren, die ihnen der Kaiser nach dem Dreißigjährigen Krieg zugestanden hatte. Den Festungsbau begann der katholische Fürstbischof Christoph Bernhard von Galen um 1655 mit der Ludgerusburg  in Coesfeld, in der er seine Residenz einrichtete und um 1660 mit der Zitadelle von Münster. Dem zogen Fürsten im protestantisch geprägten Norddeutschland wehrtechnisch nach und befestigten strategisch bedeutsame Orte an der Weser. Rinteln ließ die Landgräfin Hedwig Sophie befestigen, um die 1647 erworbene Grafschaft Schaumburg als hessische Exklave zu sichern. Außerdem demonstrierte Hessen mit der 1651 in Rinteln eingerichteten Garnison und der ab 1665 errichteten Festung den hessischen Machtanspruch an einem strategisch wichtigen Weserübergang unweit der brandenburgischen Festung Minden und der braunschweigisch-lüneburgischen Festung Hameln.